# Chiesa di San Leonardo (Lajatico)
La chiesa di San Leonardo si trova a Lajatico, in provincia di Pisa.

## Storia e descrizione
Dedicata al santo occitano San Leonardo di Noblac (il cui culto è praticato anche nella vicina località di Lari), le sue origini risalgono al XIII secolo, ma la chiesa fu ricostruita nel XIX secolo, quando, su progetto dell'architetto livornese Angiolo della Valle, furono apportati importanti restauri tesi ad imprimerle forme neoclassiche; i lavori furono eseguiti tra il 1853 ed il 1856.
La facciata risale al 1925 ed è affiancata da un campanile costruito sul finire dell'Ottocento.
Durante la seconda guerra mondiale l'edificio fu danneggiato; l'altare maggiore, distrutto, fu sostituito nel 1957.
L'interno è a tre navate, con quella centrale coperta da una volta a botte.